# Yasab
Yasab è un comune dell'Azerbaigian situato nel distretto di Qusar. Conta una popolazione di 1 838 abitanti.